# Monica Sex
Monica Sex (hebräisch מוניקה סקס) ist eine israelische Rockband, die in Israel vor allem bei jungen Leuten große Popularität genießt.
Ihre Songs zeichnen sich vor allem durch eingängige Melodien und Texte aus. Neben der häufigen Ausstrahlung im israelischen Radio trägt wohl auch dies dazu bei, dass ihre Lieder in Israel sehr bekannt sind. Die Band wird als eine der wichtigsten israelischen Rockgruppen angesehen.

## Bandgeschichte
Die Band wurde 1993 in Tel Aviv gegründet. Benannt wurde sie nach einer weiblichen Bassistin, mit der Bandleader Sobol zuvor in einer Band namens „Pag“ gespielt hatte.
Sobol schrieb einige Songs, und die Band begann ihre Studioarbeit.
Ihr erstes Album, Wunden und Küsse (hebräisch פצעים ונשיקות Ptza’im veNeschikot), erschien im Jahre 1995, allerdings wurde es zunächst kein großer kommerzieller Erfolg.
Jedoch wurde ihr Song Maka Afora (deutsch: grauer Kampf oder graue Schlacht) kurz nach Veröffentlichung des Albums zum Titelsong der israelischen Kultserie Florentin ausgesucht, was ihnen zum großen Durchbruch verhalf. Es wurden nun vermehrt auch andere Songs der Gruppe im Radio gespielt.
Im Zuge des großen Erfolgs verließ Jossi Hamami wegen künstlerischer Differenzen die Band.
Diese versuchte nun – schon damals in der heutigen Besetzung – in den Vereinigten Staaten Fuß zu fassen, wobei Peter Roth von an nun den Bass spielte. Sie nahmen in den Staaten zwar einige Songs auf, hatten aber nicht den erhofften Erfolg mit ihrer Musik und entschlossen sich, die Gruppe aufzulösen.
Während Sobol und Roth nach Israel zurückkehrten, blieb Shachar Tsur zunächst in den USA.
Nachdem sie ab 1999 ab und an „Comebackauftritte“ absolviert hatten, beschloss die Gruppe 2001, sich, mit der heutigen Besetzung, neu zu gründen. Sie veröffentlichten ihr zweites Album Offene Beziehungen (hebräisch יחסים פתוחים Jachasim petuchim), welches schnell eine ähnliche Bekanntheit wie ihr Debütalbum sechs Jahre zuvor erreichte.
Die Band veröffentlichte im Jahre 2003 ihr Album, Lieblinge oder Lieblingstiere (hebräisch חיות מחמד Chajot Machmad).

## Diskografie

### Alben
- 1995: פצעים ונשיקות
- 2001: יחסים פתוחים
- 2003: חיות מחמד
- 2011: מנגינה
- 2014: מקצועות חופשיים
- 2019: לילה חדש

### EPs
- 2011: Spine

### Singles (Auswahl)
- 1995: מכה אפורה
- 1995: על הרצפה
- 1995: פצעים ונשיקות
- 1995: כל החבר'ה
- 1995: סאן חוזה
- 2001: גשם חזק
- 2003: מספיק בנאדם
- 2003: שנים חסומות
- 2011: השמלה ממדריד
- 2011: מנגינה
- 2011: רמקולים
- 2022: הקול שמבפנים